# Inigo Campioni
Inigo Campioni (14. listopadu 1878 – 24. května 1944) byl italský admirál.

## Život
Narodil se ve Viareggiu, Provincie Lucca v Toskánsku. Velel několika svazům italské královské námořnictvo během druhé světové války a dosáhl hodnosti Ammiraglio di Squadra (viceadmirála). Později byl jmenován guvernérem italských Dodekanés, kde byl i během italské kapitulace 8. září 1943.
Jako velitel se zúčastnil námořních bitev u Punta Stilo, u Cape Spada, u Spartiventa a u Matapanu.
Po německé okupaci Itálie odmítl kolaborovat s fašistickou vládou Mussoliniho Italské sociální republiky. Po návratu do Itálie byl odsouzen za velezradu vojenským tribunálem v Parmě a 24. května 1944 byl popraven zastřelením.

Později získal Zlatou medaili za chrabrost v boji.